# Bresque
La Bresque est une petite rivière du Var prenant sa source entre Sillans-la-Cascade et Fox-Amphoux, et se jetant dans l'Argens à l'est de Carcès.

## Géographie
De 34,8 km de longueur, elle prend source officiellement dans le domaine du château de Bresc à Fox-Amphoux.
Entre Sillans-la-Cascade et Salernes, se situe la cascade de Sillans, haute de 44 mètres. Ce sont les plus hautes chutes d'eau du Var.

### Communes et cantons traversés
Dans le seul département du Var, la Bresque traverse cinq communes et trois cantons :
- dans le sens amont vers aval : Fox-Amphoux (source), Sillans-la-Cascade, Salernes, Entrecasteaux, Limite communale Entrecasteaux /Le Thoronet (confluence).

Soit en termes de cantons, la Bresque prend source dans le canton de Tavernes, traverse le canton de Salernes, conflue dans le canton de Cotignac, le tout dans l'arrondissement de Brignoles.

## Affluents

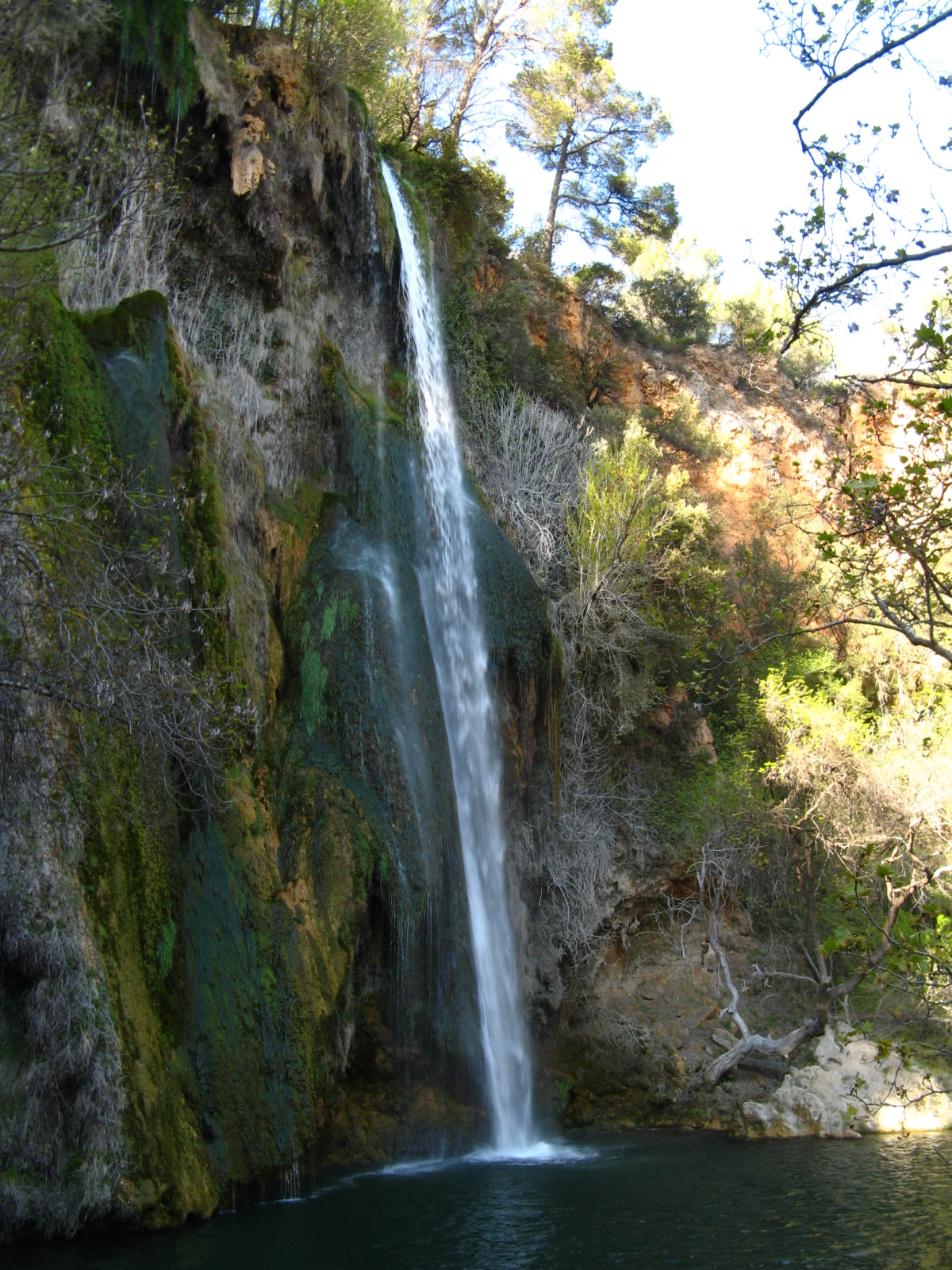
la cascade de Sillans de 44 mètres

La Bresque a dix affluents référencés :
- le Ruisseau des Rayères (rg[note 1])
- le Vallon de l'Oure ou Vallon de Saint-Jean ou Vallon de Saint-Lazare (rg) avec deux affluents :
  - le Vallon de Valmouissine (rd)
  - le Vallon de Romanille (rd)
- le Vallon de la Brague (rg)
- le Vallon de Gaudran (rd)
- le Vallon de Pelcourt ou Vallon de Ruou (rg) avec quatre affluents :
  - le Vallon des Mandins (rg)
  - le Ruisseau de Thuéry (rg)
  - le Ruisseau des Esparus (rg)
  - le Vallon de Combe Amère (rd) avec un affluent :
    - le Vallon de l'Hôpital (rg) avec un affluent :
      - le Vallon de la Fey (rd) selon Géoportail
- le Vallon de Pierre Ambert (rg)
- le Vallon des Laurons (rd)
- le Vallon des Valbelle (rd)
- le Vallon des Graminières (rd)
- le Vallon des Rocas ou Vallon de Terisse ou Vallon de Peylon (rd) avec trois affluents :
  - le Vallon de Rivauguier (rg)
  - le Vallon de Riforan (rg)
  - le Vallon des Clos (rg)

### Rang de Strahler
Le rang de Strahler est donc de quatre.

## Sites remarquables

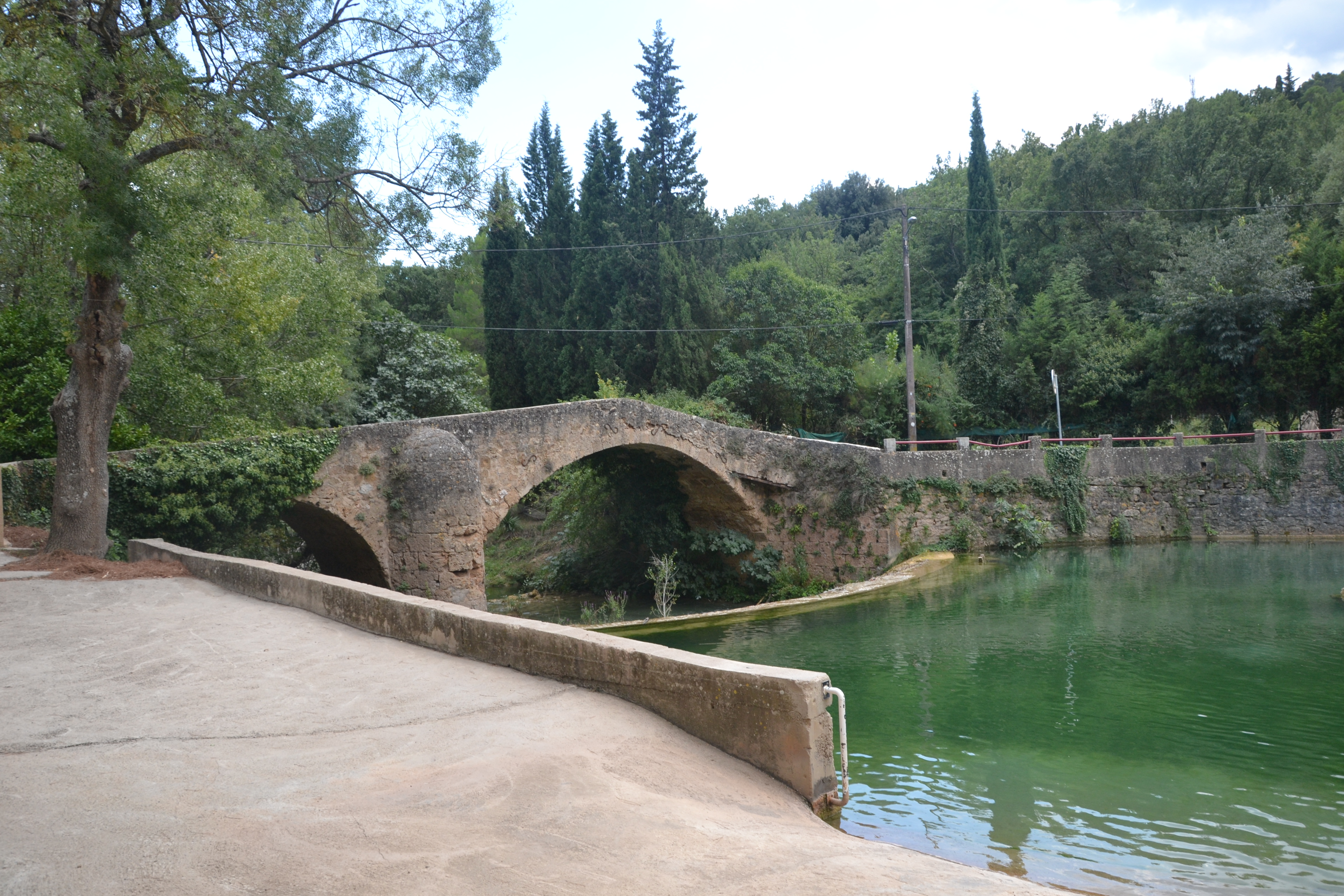
Pont du Gourgaret, sur la Bresque, à Salernes

- la cascade de Sillans, haute de 44 mètres.
- le pont du Gourgaret à Salernes, inscrit sur l'Inventaire supplémentaire des monuments historiques depuis 1981[2].
- Zone naturelle d'intérêt écologique, faunistique et floristique ZNIEFF la Bresque et ses affluents[3].